# Vracov (Plánice)
Vracov je osada, část města Plánice v okrese Klatovy v Plzeňském kraji. Nachází se asi 2,5 kilometru západně od Plánice. Vracov leží v katastrálním území Vracov u Číhaně o rozloze 1,96 km².

## Historie
První písemná zmínka o vesnici pochází z roku 1558.

## Obyvatelstvo
| Rok            | 1869 | 1880 | 1890 | 1900 | 1910 | 1921 | 1930 | 1950 | 1961 | 1970 | 1980 | 1991 | 2001 | 2011 | 2021 |
| -------------- | ---- | ---- | ---- | ---- | ---- | ---- | ---- | ---- | ---- | ---- | ---- | ---- | ---- | ---- | ---- |
| Počet obyvatel | 21   | 22   | 26   | 17   | 16   | 23   | 18   | 8    | 5    | 2    | 0    | 0    | 0    | 0    | 0    |
| Počet domů     | 3    | 3    | 3    | 3    | 3    | 3    | 3    | 3    | 3    | 1    | 0    | 2    | 3    | 3    | 2    |

## Obecní správa
Při sčítání lidu v letech 1850–1960 Vracov byl osadou obce Zdebořice v okrese Klatovy. V letech 1961–1979 byl částí obce Číhaň v okrese Klatovy. Od 1. ledna 1980 je částí města Plánice v okrese Klatovy. Poté se Číhaň opět osamostatnila, ale Vracov již zůstal součástí Plánice.

## Pamětihodnosti
- Vodní mlýn